# Adrian Carton de Wiart
Sir Adrian Paul Carton Ghislain de Wiart CB CMG VC DSO KBE (Bruxelas, 5 de maio de 1880 – Caum Townland, 5 de junho de 1963) Foi um oficial militar do exército Britânico, de origem belga e irlandesa, serviu na Segunda Guerra dos Bôeres, Primeira Guerra Mundial e Segunda Guerra Mundial, tendo sofrido um tiro no rosto, cabeça, estômago, tornozelo, quadril e ouvido, perdeu a visão em um olho, sobreviveu a dois acidentes de avião, cavou um túnel para fuga de um campo de prisioneiros, e arrancou os próprios dedos da mão esquerda a dentadas, depois que um médico se recusou a amputá-los. Ao falar sobre as guerras que participou, Wiart escreveu: "Eu gostei da guerra".
Depois de voltar para casa do serviço na Segunda Guerra Mundial, ele foi enviado para a China como representante pessoal de Winston Churchill. No caminho, ele participou da Conferência do Cairo.
Em suas memórias, ele escreveu:
"Os governos podem pensar e dizer o que quiserem, mas a força não pode ser eliminada, ela é o único poder real e incontestável. Somos informados de que a caneta é mais poderosa que a espada, mas eu sei qual delas é a arma que eu escolheria".

## Início da Vida
Carton de Wiart nasceu em uma aristocrática família de Bruxelas, filho mais velho de Leon constante Ghislain Carton de Wiart (1854-1915). algumas pessoas acreditavam que ele seria um filho ilegítimo do rei belga, Leopoldo II. Ele passou seus primeiros anos na Bélgica e na Inglaterra.
A morte de sua mãe irlandesa, quando ele tinha seis anos levou seu pai a se mudar com a família para o Cairo para que seu pai pudesse exercer a advocacia internacional. Seu pai era um magistrado judicial, bem relacionado nos círculos governamentais egípcios, e era um diretor da Cairo Electric Railways. Carton de Wiart era católico. Nesse período ele aprendeu a falar árabe.
Em 1891, sua madrasta o mandou para um internato na Inglaterra, na Escola Católica Romana Oratória, fundada pelo Cardeal John Henry Newman.
De lá ele foi para o Colégio Balliol em Oxford, mas abandonou a escola para se juntar ao exército britânico na época da Guerra dos Bôeres em 1899, onde entrou sob o falso nome de "Carton Trooper", e disse ter 25 anos.

## Guerra dos Bôeres
Carton de Wiart foi ferido no estômago e na virilha, quando esteve na África do Sul, ferido foi enviado para casa, quando seu pai descobriu que ele havia abandonado a faculdade, ficou furioso, mas permitiu que o filho continuasse no exército. Ele voltaria a África do Sul em 14 de novembro de 1901, como segundo tenente na Quarta (4th) Guarda dos Dragões. Em 1902 ele foi transferido para Índia, o que lhe trouxe muito apreço pois era fã do esporte de caça ao javali.

## Primeira Guerra Mundial

### Campanha da Somalilândia
Quando a Primeira Guerra Mundial eclodiu, Carton de Wiart estava a caminho de Somalilândia Britânica, onde uma guerra de baixo nível estava em andamento contra os seguidores de Mohammed bin Abdullah, o chamado "Mad Mullah" pelos britânicos. Carton de Wiart tinha sido destacado para o Corpo de Somaliland Camel. Lá ele conheceu o oficial de corpo, mais tarde Lord Ismay, assessor militar do Churchill.
Em um ataque contra um forte inimigo em Shimber Berris, Carton de Wiart foi baleado duas vezes na face, perdendo o olho, e também uma parte da sua orelha. Ele foi condecorado com a Ordem de Serviços Distintos (DSO), em maio de 1915.

## Frente Ocidental
Em fevereiro de 1915, ele embarcou em um navio para a França. Carton de Wiart, participou dos combates na Frente Ocidental, comandando sucessivamente três batalhões de infantaria e uma brigada, ele foi ferido mais sete vezes na guerra, perdendo a mão esquerda em 1915, e arrancando os próprios dedos, quando o médico se recusou a amputar. Ele foi baleado no crânio e no tornozelo na Batalha do Somme, com um tiro através do quadril na Batalha de Passchendaele, ferido também no meio da perna na Batalha de Cambrai, e nas orelhas em Arras. Ele se recuperou de seus ferimentos no Sir. Douglas Shield`s Nursing Home.
Ele foi promovido Major temporário em 1916. Em seguida ele alcançou o posto de Tenente-General, também temporário, depois promovido a Major em 1917, no mesmo ano ele foi condecorado, como oficial da Ordem da Coroa Bélgica, em junho, também de forma temporário foi promovido a Brigadeiro-General, até que em Julho, ficou definitivamente com o posto de Major da Guarda dos Dragões.
Ele foi agraciado com a Croix de Guerre, Belga, em março de 1918. E em Junho foi nomeado na Ordem de São Miguel e São Jorge.